# Concepción Sáenz de Rivas
Concepción Sáenz de Rivas, née en 1935, est une botaniste espagnole.

## Ouvrages
- (es) Concepción Sáenz de Rivas, Polen y esporas (introducción a la Palinología y Vocabulario palinológico), H. Blume Ediciones, 1978, 219 p. (ISBN 978-84-7214-152-0, OCLC 433116573, lire en ligne)
- (es) Concepción Saenz de Rivas et Instituto Botánico Antonio José Cavanilles, Biometria foliar de una población de Quercus ilex L. subsp. rotundifolia (Lam.) T. Morais, en El Pardo (Madrid), Instituto Botánico A. J. Cavanilles, 1969 (OCLC 919769498, lire en ligne)
- (es) Concepción Saenz de Rivas et Instituto Botánico Antonio José Cavanilles, Notas sobre Quercus canariensis Willd., Instituto Botánico A. J. Cavanilles, 1968 (OCLC 919769704, lire en ligne)
- (es) Concepción Saenz de Rivas, Estudios sobre Quercus ilex L. y Quercus rotundifolia Lamk., Instituto de Botánica "Antonio José Cavanilles", 1967 (OCLC 919768121, lire en ligne)
- (es) Concepción Saenz de Rivas et Salvador Rivas-Martínez, Híbridos meridionales ibéricos del quercus faginea Lamk., s.n., 1969 (OCLC 919824814, lire en ligne)
- (es) Concepción Saenz de Rivas, Estudios biométrico-taxonómicos sobre Quercus faginea Lamk, Universidad de Sevilla, 1969 (OCLC 919768832, lire en ligne)
- (de) Concepción Sáenz de Rivas, Polen y esporas., 1978, 219 p. (ISBN 978-84-7214-152-0, OCLC 705553647, lire en ligne)
- (es) Análisis polínico de mieles de Cáceres (España), Consejo Superior de Investigaciones Científicas, CSIC: Real Jardín Botánico, 1979 (OCLC 695309274, lire en ligne)
- (es) Salvador Rivas-Martínez, Concepción Sáenz Laín et Jornadas de Fitosociología, Enumeración de los Quercus de la Península Ibérica, Departamento de Biología Vegetal II (Botánica), Facultad de Farmacia, Universidad Complutense, 1994 (OCLC 434061333, lire en ligne)
- (es) F. D Castroviejo, Enrique Valdés-Bermejo, Concepción Sáenz Laín et Salvador Rivas-Martínez, Estudio botánico de los ecosistemas de Doñana, Fundación Juan March, 1979 (OCLC 1123282764, lire en ligne)

## Taxons publiés
Elle a décrit et nommé 19 taxons de plantes différents :
- Cheilanthes subgen. Cosentinia Sáenz de Rivas & Rivas Mart., Lagascalia 8(2): 237 (1979).
- Cheilanthes sect. Hispanica Sáenz de Rivas & Rivas Mart., Lagascalia 8(2): 230 (1979).
- Cheilanthes sect. Marantae Sáenz de Rivas & Rivas Mart., Lagascalia 8(2): 235 (1979).
- Leontodon hispidus subsp. bourgaeanus (Willk.) Rivas Mart. & Sáenz de Rivas, Anales Inst. Bot. Cavanilles 35: 157 (1978).
- Pseudorlaya biseriata (Murb.) Sáenz de Rivas, Anales Inst. Bot. Cavanilles 31(2): 194 (1975).
- Pseudorlaya pumila f. breviaculeata (Boiss.) Sáenz de Rivas, Anales Inst. Bot. Cavanilles 31(2): 192 (1975).
- Pseudorlaya pumila f. microcarpa (Loret & Barrandon) Sáenz de Rivas, Anales Inst. Bot. Cavanilles 31(2): 194 (1975).
- Quercus andegavensis nothosubsp. henriquesii (Franco & Vasc.) Rivas Mart. & Sáenz de Rivas, Rivasgodaya 6: 108 (1991): (1991).
- Quercus broteroi (Cout.) Rivas Mart. & Sáenz de Rivas, Rivasgodaya 6: 104 (1991).
- Quercus calvescens nothosubsp. costae Rivas Mart. & Sáenz de Rivas, Rivasgodaya 6: 108 (1991).
- Quercus huguetiana (Franco & G.López) Rivas Mart. & Sáenz de Rivas, Rivasgodaya 6: 102 (1991): (1991).
- Quercus ilex subsp. gracilis (Lange) Rivas Mart. & Sáenz de Rivas, Itinera Geobot. 15(2): 706 (2002) (2002).
- Quercus jahandiezii nothosubsp. viciosoi (Sáenz de Rivas & Rivas Mart.) Rivas Mart. & Sáenz de Rivas, Rivasgodaya 6: 110 (1991): (1991).
- Quercus kerneri nothosubsp. montserratii (C.Vicioso) Rivas Mart. & Sáenz de Rivas, Rivasgodaya 6: 108 (1991): (1991).
- Quercus marianica nm. viciosoi Sáenz de Rivas & Rivas Mart., Pharm. Mediterranea 7: 500 (1971).
- Quercus neomairei nm. numantina (C.Vicioso) Sáenz de Rivas & Rivas Mart., Pharm. Mediterranea 7: 500, 501 (1971).
- Quercus pubescens subsp. subpyrenaica (Villar) Rivas Mart. & Sáenz de Rivas, Itinera Geobot. 15(2): 706 (2002) (2002).
- Quercus rosacea nothosubsp. secalliana (C.Vicioso) Rivas Mart. & Sáenz de Rivas, Rivasgodaya 6: 108 (1991): (1991).
- Quercus × trabutii nm. legionensis (C.Vicioso) Sáenz de Rivas, Anales Inst. Bot. Cavanilles 32(2): 785 (1975).